# امحصين

تعديل مصدري - تعديل

امحصين هي إحدى قرى عزلة جيشان بمديرية جيشان التابعة لمحافظة أبين، بلغ تعداد سكانها 73 نسمة حسب تعداد اليمن لعام 2004.